# Нова Миланезе
Но̀ва Миланѐзе (на италиански: Nova Milanese, на западноломбардски: Nöa, Ньоа) е град и община в Северна Италия, провинция Монца и Брианца, регион Ломбардия. Разположен е на 175 m надморска височина. Населението на общината е 22 335 души (към 2013 г.).
До 2004 г. общината е част от провинция Милано.